# Ichbinkeinvirus.org
ichbinkeinvirus.org war ein Netzwerk, das sich im Rahmen der COVID-19-Pandemie in Deutschland für Betroffene von anti-asiatischem Rassismus in Deutschland einsetzte. Betroffene von Rassismus konnten auf der Website über ein Formular ihre Erfahrungen unabhängig von ihren Deutschkenntnissen veröffentlichen und unterstützende Hilfsangebote finden. Im August 2021 wurde das Projekt geschlossen; die Website blieb online.

## Geschichte
Bereits zu Anfang der Pandemie wurden Menschen südost-/ostasiatischer Herkunft in Frankreich aufgrund ihres Aussehens angefeindet und berichteten unter dem Hashtag #jenesuispasunvirus von ihren Erfahrungen.
Deutschsprachig wurde der Hashtag #ichbinkeinvirus verwendet; unter anderem wurde die mediale Darstellung, asiatisch aussehender Menschen – das Framing dieser Menschen in den Medien – kritisiert. Journalisten beschrieben die Reaktionen von Ende April 2020 im Nachhinein als Berichte „von Beleidigungen, von angeekelten Blicken, Anfeindungen, Drohungen und von Gewalt“.
Der Name ichbinkeinvirus.org war an die deutsche Version des Hashtags angelehnt. Das Projekt wurde im März 2020 im Rahmen des Hackathons WirVsVirus eingereicht und zweifach abgelehnt. Nach Begründung der Jury habe diese nicht beurteilen können, ob es weiterhin Corona-spezifischen Rassismus gebe und deshalb überhaupt eine eigene Plattform dagegen nötig sei.
Erst nachdem die Kritik im Rahmen einer Übernahme des reichweitenstarken Twitter-Accounts von Peng! mehr Aufmerksamkeit erhalten hatte, sagte das Team des Hackathons Mitte Juni eine offizielle Stellungnahme zur mangelnden Diversität zu. Eine nachträgliche Förderung erfolgte nicht, sodass das eigentliche Ziel, die Plattform Open Source weltweit zur Verfügung zu stellen, nicht realisiert werden konnte. Dem Team zufolge wurden global unterschiedliche Personengruppen zu Sündenböcken der Pandemie gemacht.
Ein fünfköpfiges Team von Ehrenamtlichen stellte das Projekt Ende Mai 2020 live.
Im August 2021 wurde das Projekt geschlossen: Das Formular für Erfahrungsbeiträge wurde geschlossen und die Betreuung des Instagram-Kanals eingestellt. Die Website blieb online, um es weiterhin zu ermöglichen, unterstützende Angebote und Akteure zu finden.

## Forderungen
Das Team hinter ichbinkeinvirus.org forderte, dass Rassismus in allen Formen und auf allen Ebenen ernst genommen werden müsse, sowohl von weißen Deutschen als auch von Menschen mit Migrationsgeschichte. Auch müsse Rassismus gegen asiatische Deutsche ernst genommen und auf deren Bedürfnisse gehört werden. Es müsse sich strukturell und institutionell etwas verändern, um inklusive, gerechtere Welten und Lebensrealitäten zu erschaffen.

## Auszeichnungen
ichbinkeinvirus.org war 2020 Preisträger von beyondcrisis, einer Initiative von Deutschland – Land der Ideen.